# Hochegg, Sokovo
Hochegg je naselje v Občini Sokovo v Okraju Trg na Koroškem v Avstriji.